# Yeadon (Anglia)
Yeadon – miasto w Anglii, położone w hrabstwie West Yorkshire, należące do dystryktu metropolitalnego miasta Leeds. Na terenie miasta położony jest port lotniczy Leeds/Bradford.

## Historia
W XIX wieku Yeadon było niewielkim ośrodkiem miejskim produkcji ubrań. 
W latach 1938–1946 w mieście znajdowała się fabryka samolotów firmy Avro. W zakładach lotniczych zlokalizowanych w pobliżu lokalnego lotniska budowano, między innymi, samoloty Avro Lancaster, Avro Lincoln, Avro York oraz Avro Anson. 

## Sport
- Aireborough RUFC – drużyna rugby

## Atrakcje turystyczne
- Yorkshire Dales – park narodowy